# Playa del Muerto (Santa Cruz de Tenerife)
La playa del Muerto, es una pequeña playa situada en la costa de Añaza, al suroeste de la ciudad de Santa Cruz de Tenerife (Canarias, España), en la desembocadura del barranco del mismo nombre.